# Џонстаун (Колорадо)
Џонстаун (енгл. Johnstown) град је у америчкој савезној држави Колорадо.

## Демографија
По попису из 2010. године број становника је 9.887, што је 6.06 (158,3%) становника више него 2000. године.
| Група             | 2000.         | 2010.         |
| Белци             | 2.850 (74,5%) | 7.920 (80,1%) |
| Афроамериканци    | 5 (0,1%)      | 41 (0,4%)     |
| Азијати           | 13 (0,3%)     | 77 (0,8%)     |
| Хиспаноамериканци | 917 (24,0%)   | 1.659 (16,8%) |
| Укупно            | 3.827         | 9.887         |